# Újezdský rybník (Újezd u Sezemic)
Újezdský rybník je rybník v Pardubickém kraji, v okrese Pardubice. Rozkládá se při severním až severozápadním okraji obce Újezd u Sezemic, na jehož katastrálním území leží. Od Pardubic je rybník vzdálen přibližně 10 kilometrů vzdušnou čarou severovýchodním směrem, od Hradce Králové asi 9 kilometrů vzdušnou čarou jižním směrem a od Holic asi 11 kilometrů přibližně severozápadním směrem.

## Poloha a popis

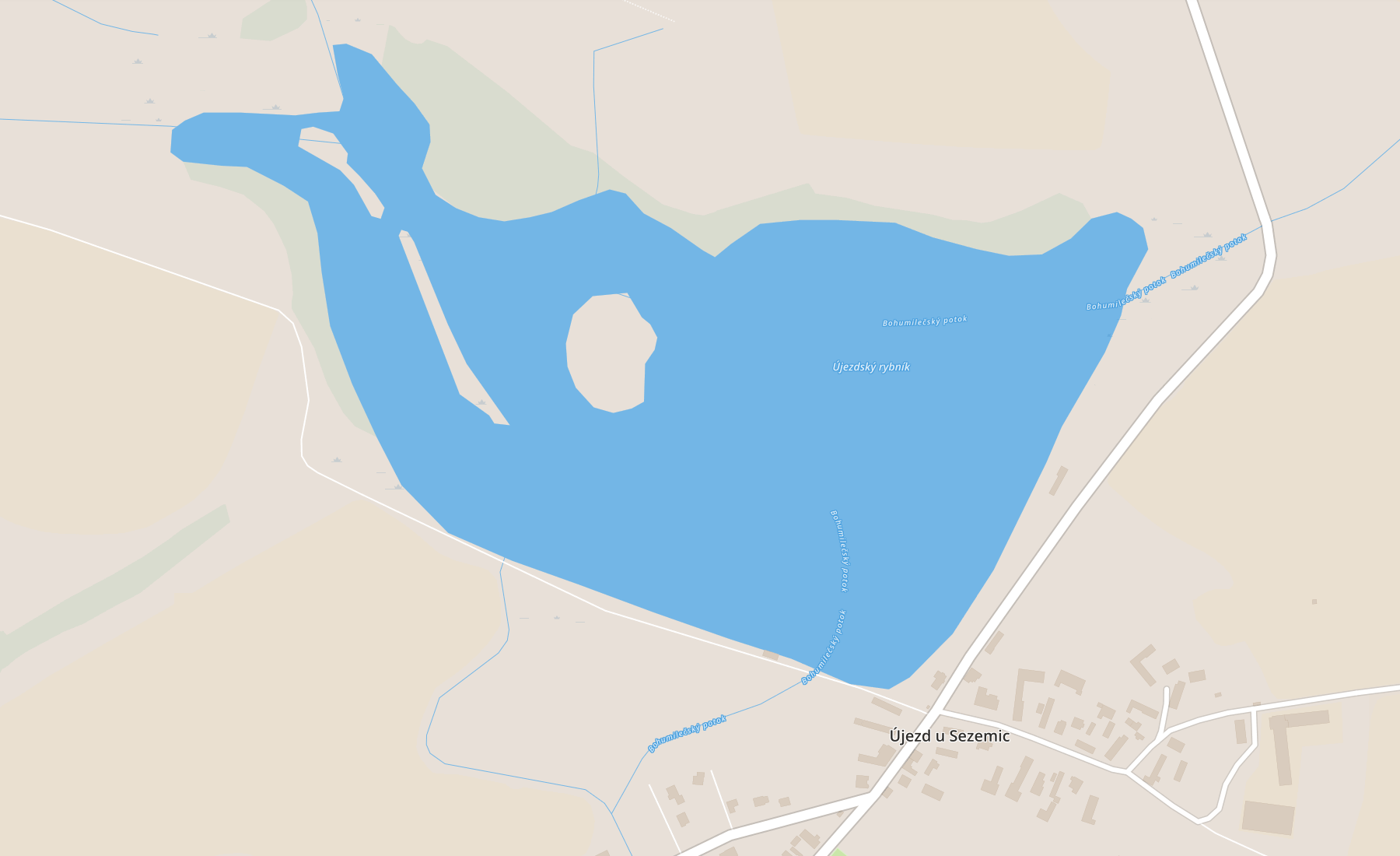
Tvar a poloha rybníka

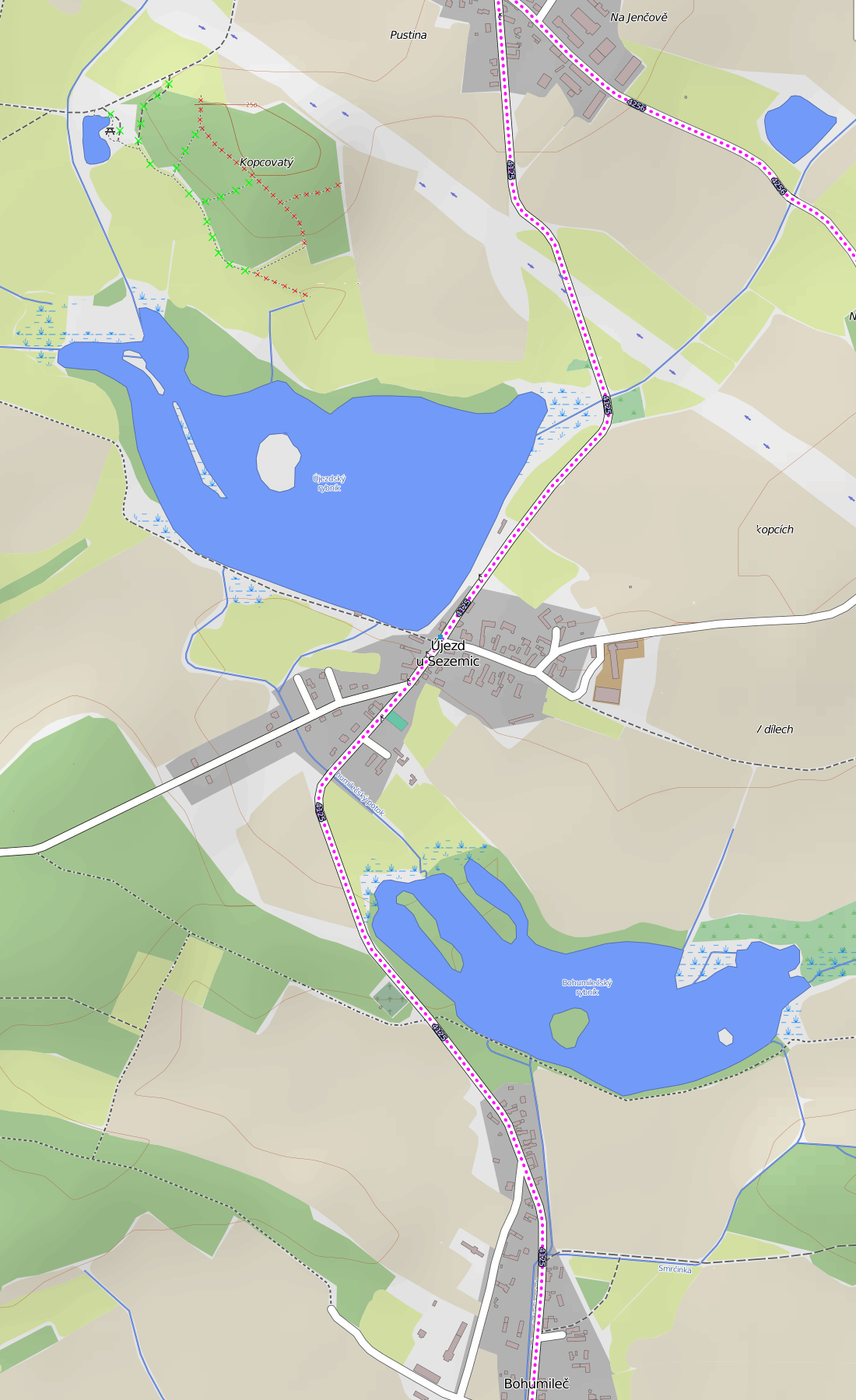
Újezdský a Bohumilečský rybník a jejich okolí

Rozloha rybníka je 28,4 hektarů, celkový objem činí 310 tis. m³, retenční objem je 157 tis. m³.
Leží v nadmořské výšce přibližně 231 metrů. Rybník je napájen Bohumilečským potokem, který do rybníka přitéká od severovýchodu. Dále do rybníka přitéká několik malých bezejmenných potůčků (na severním a severozápadním okraji rybníka). Bohumilečský potok z rybníka vytéká pod hrází na jižním okraji rybníka a dále pokračuje jižním až jihovýchodním směrem, kde po asi 700 metrech vtéká do Bohumilečského rybníka a dále pokračuje k obci Dražkov, za kterou se vlévá do Labe.
Rybník má poměrně nepravidelný protáhlý tvar (viz schéma rybníka), největší délka přibližně ve směru západ-východ je necelých 1000 metrů, největší šířka ve směru sever-jih je přibližně 500 metrů. Na rybníku jsou tři malé ostrůvky (v severozápadní částí rybníka): jeden je přibližně kruhového tvarů, zbývající dva jsou velmi úzké a protáhlého tvaru.
Přístup k rybníku: podél východního břehu vede silnice z Újezdu u Sezemic do obce Borek. Po hrázi rybníka vede polní cesta, která z Újezdu dále pokračuje až do obce Bukovina nad Labem.

## Fotogalerie

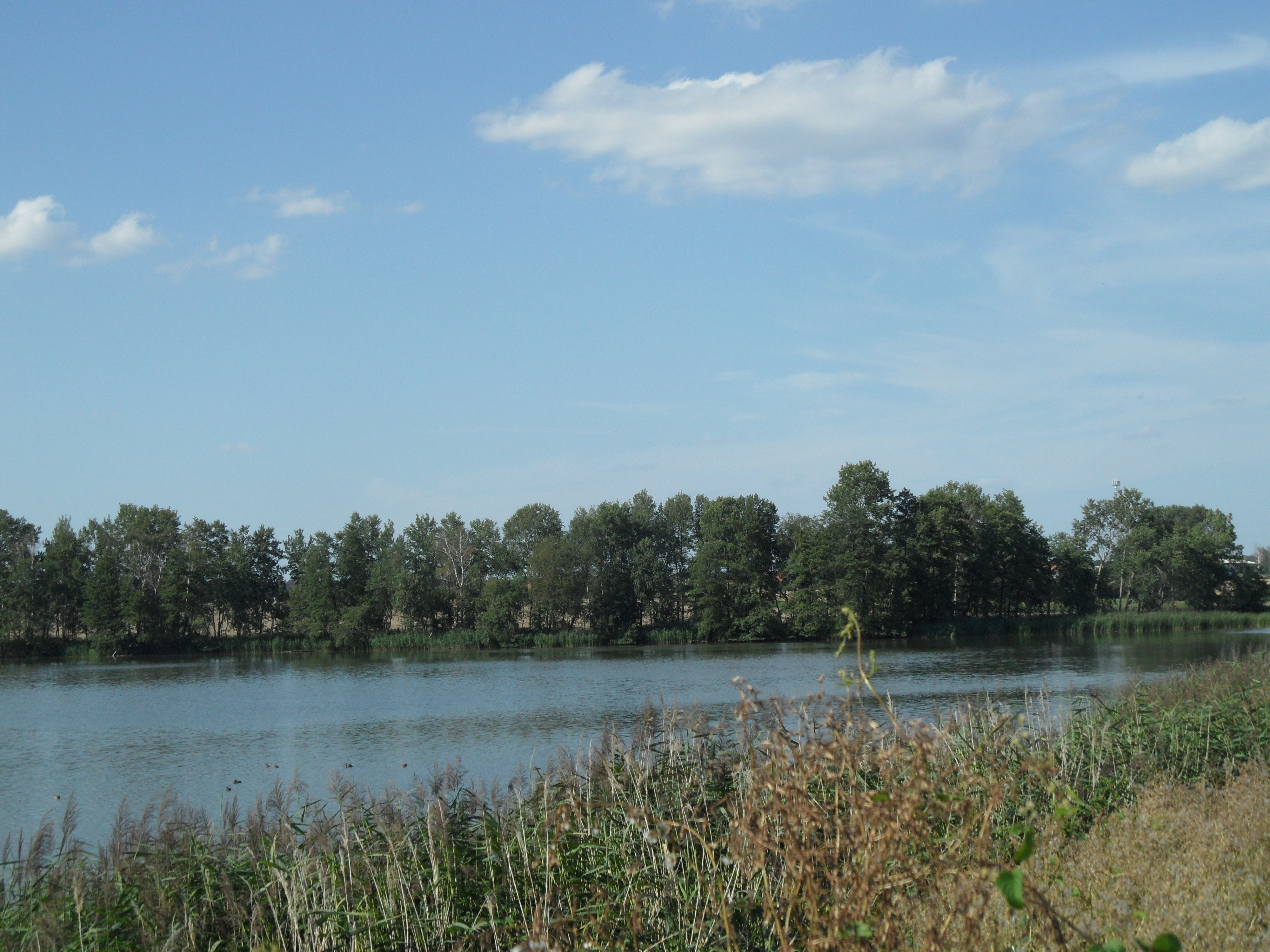
Újezdský rybník od východu
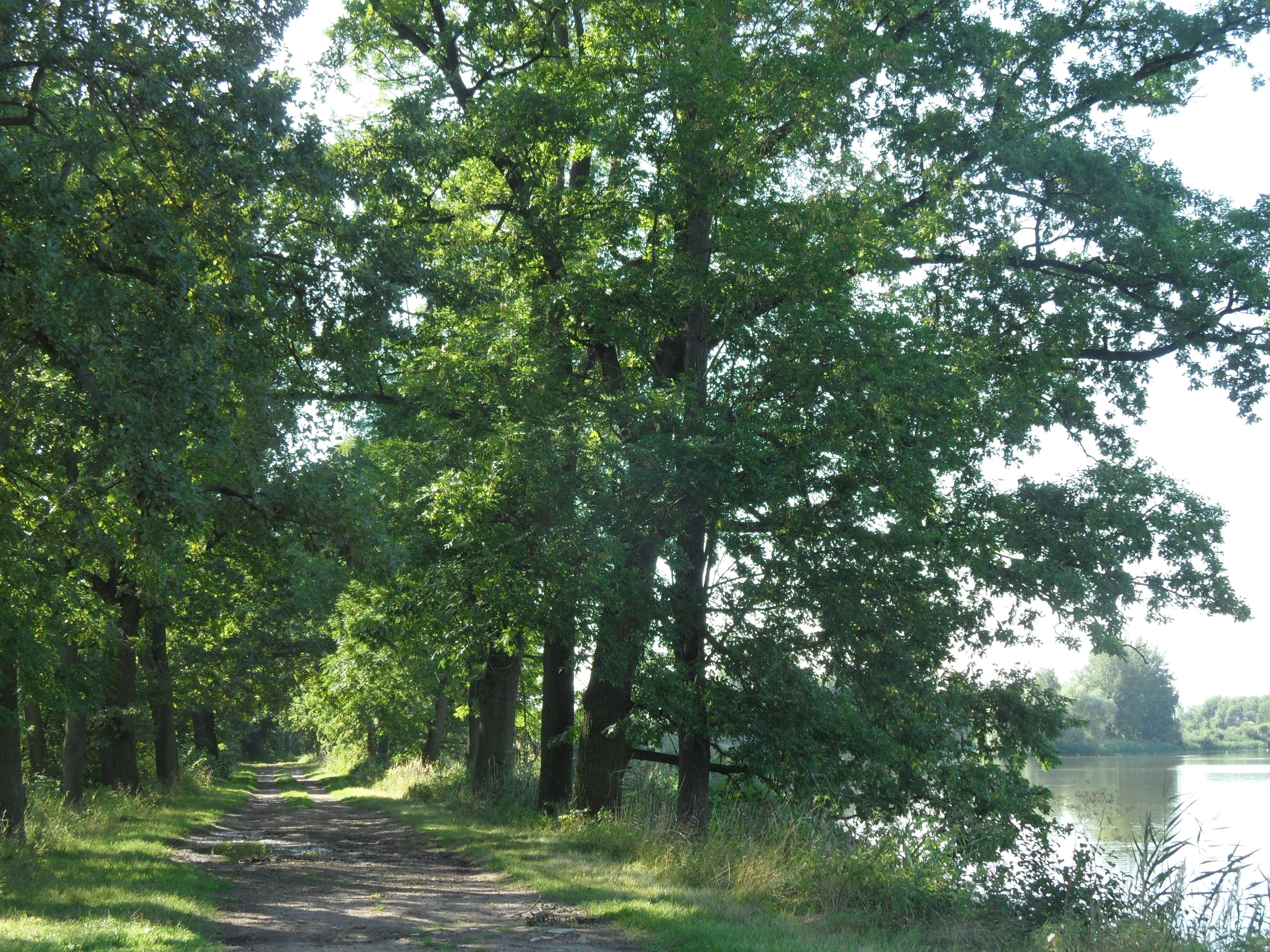
Hráz rybníka
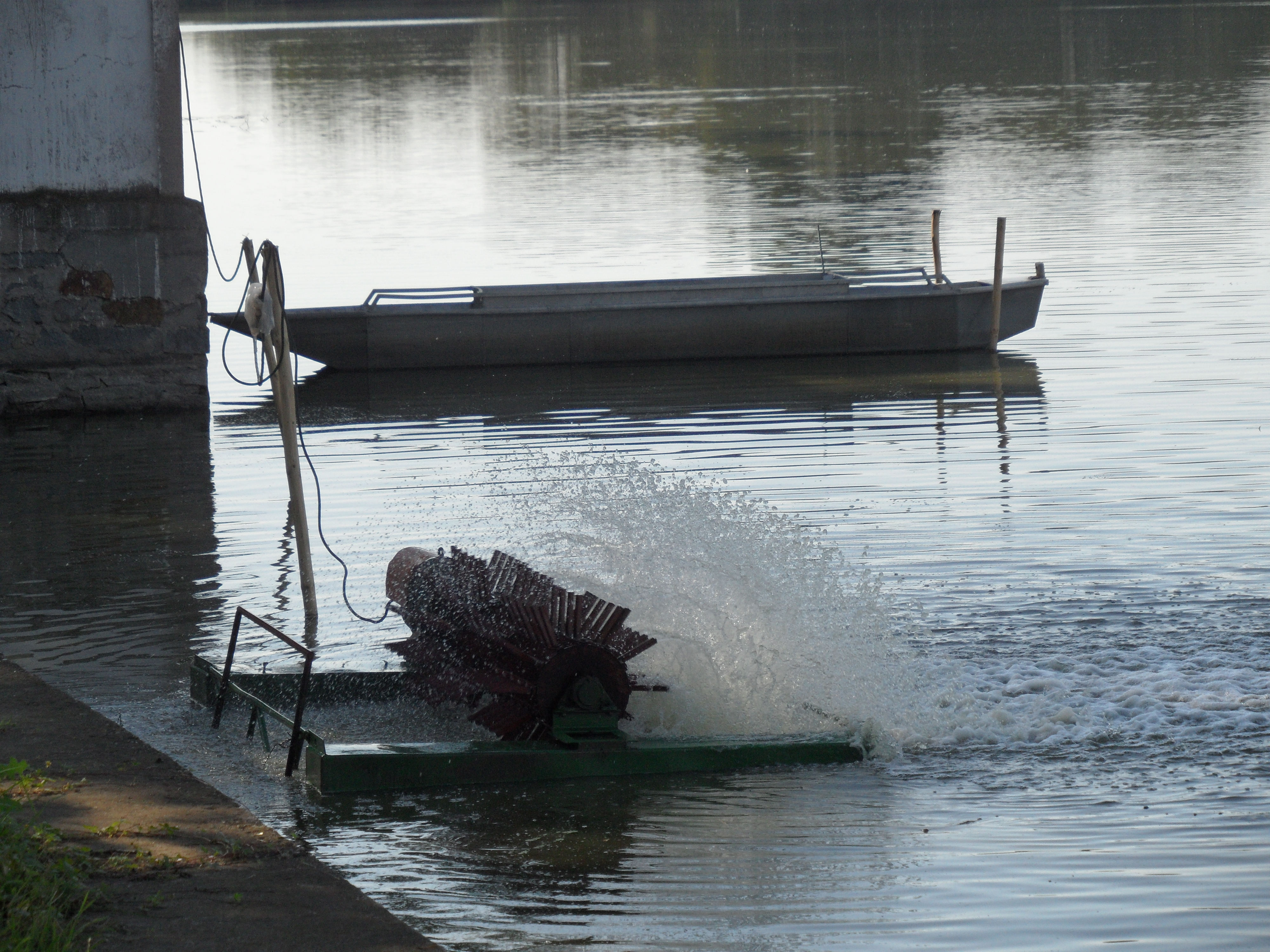
Provzdušňování vody
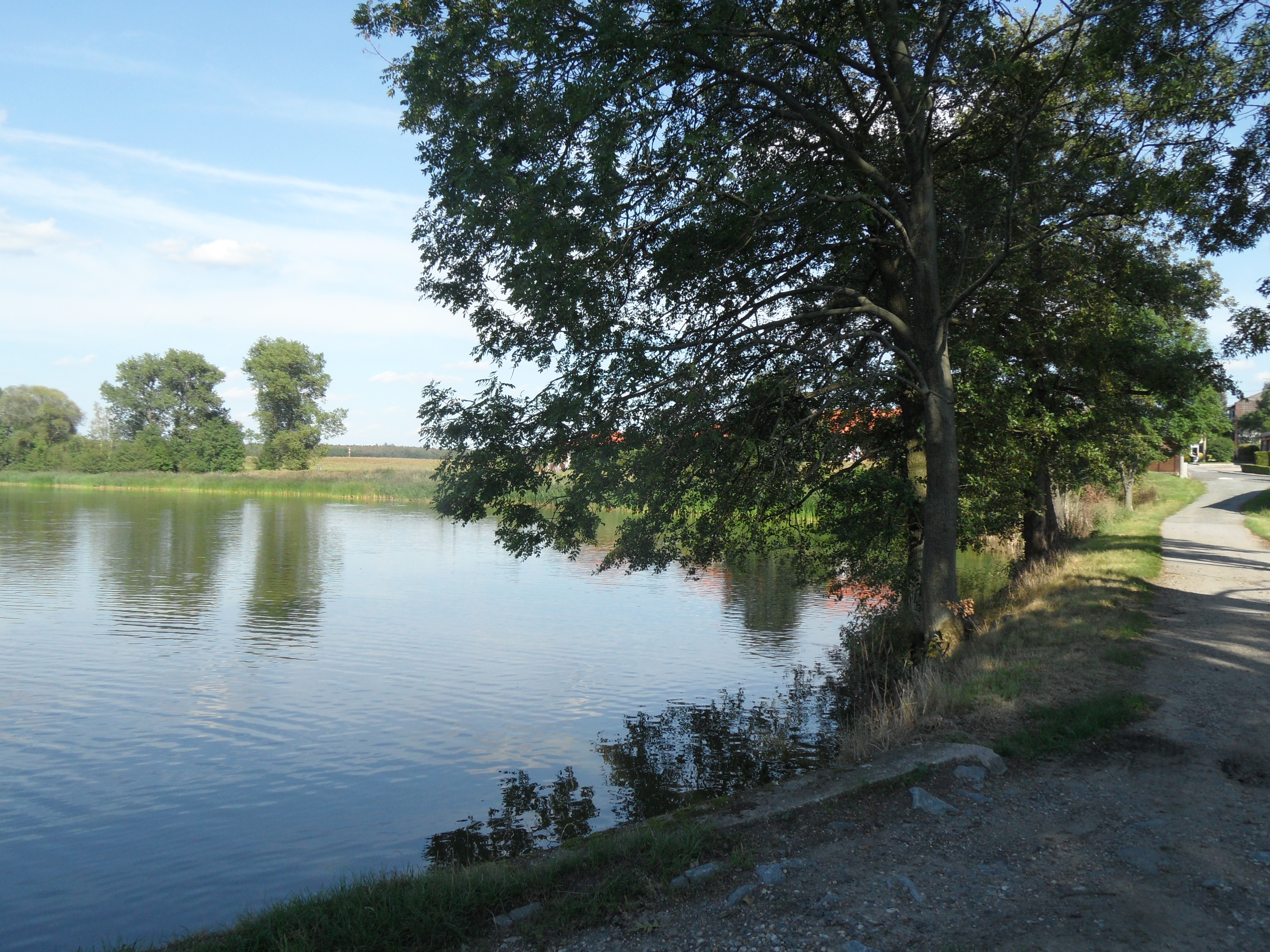
Pohled z hráze
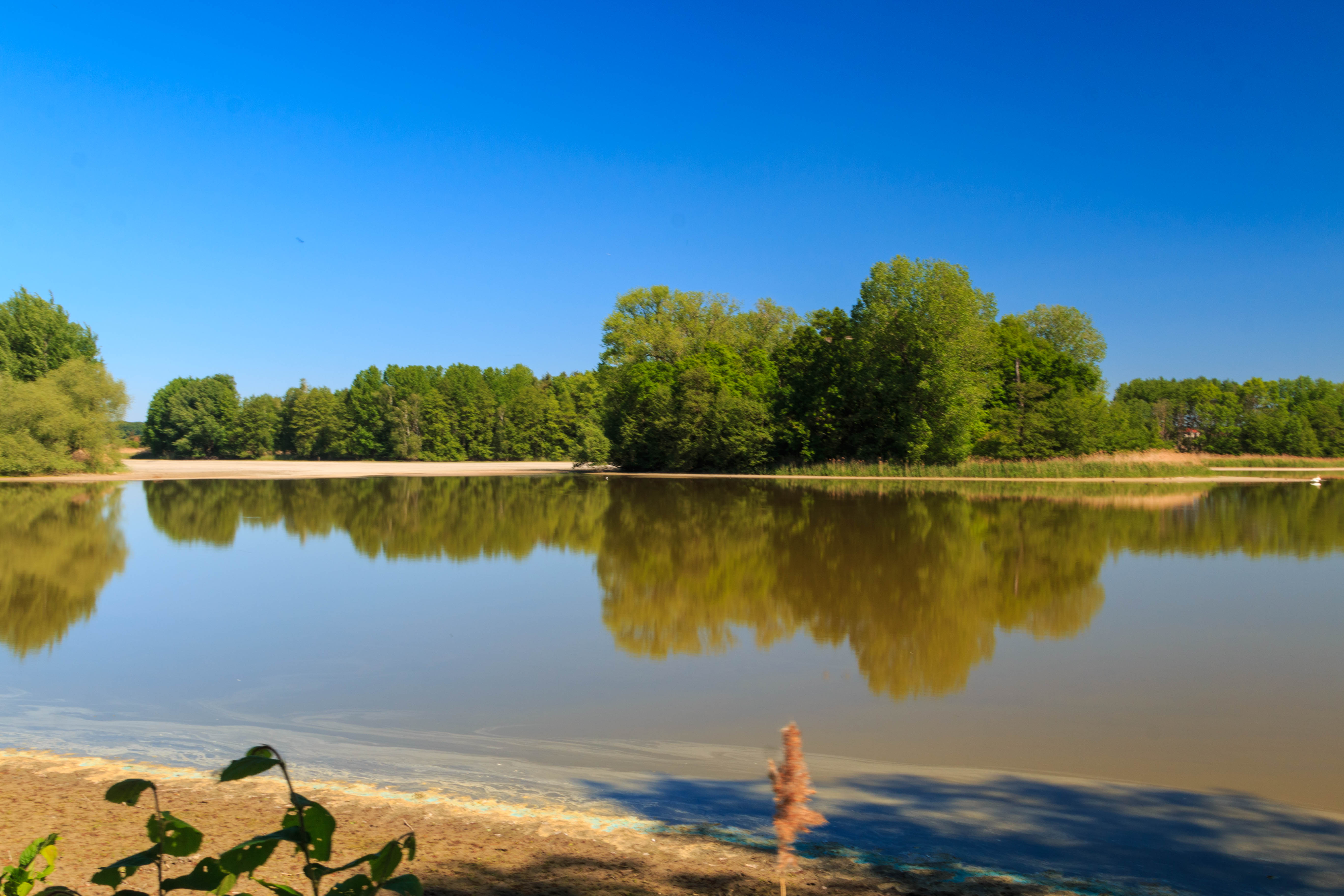
Pohled na Újezdský rybník
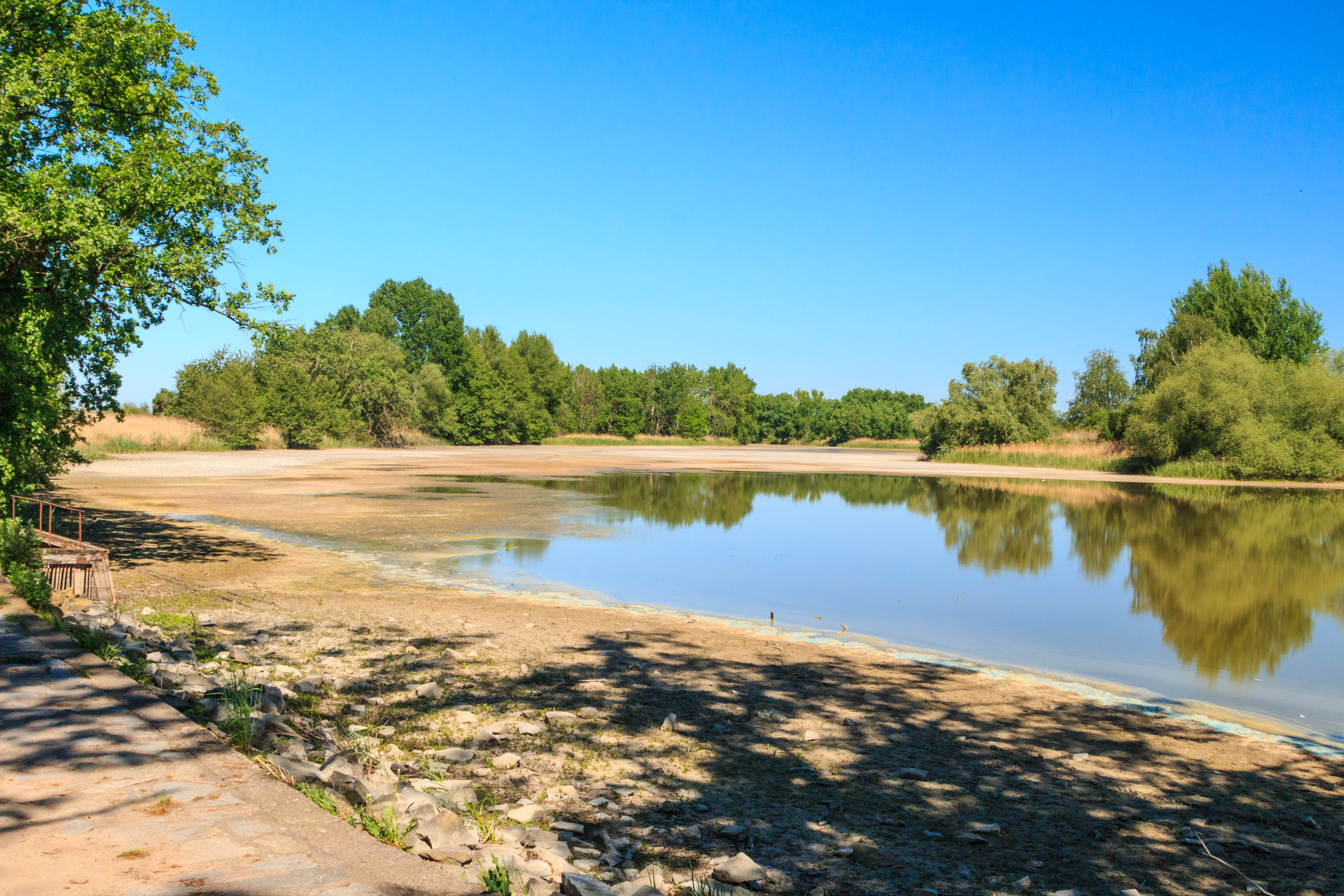
Pohled na Újezdský rybník